# ジェームズ・デイヴィス (第2代マウント・ケッシェル子爵)
第2代マウント・ケッシェル子爵ジェームズ・デイヴィス（英語: James Davys, 2nd Viscount Mount Cashell、1710年頃 – 1719年3月10日）は、アイルランド貴族。

## 生涯
初代マウント・ケッシェル子爵ポール・デイヴィスとキャサリン・マッカーティー（Catherine MacCarty、1738年4月19日埋葬、第3代クランカーティー伯爵キャラハン・マッカーティーの娘）の息子として生まれた。
1716年8月5日に父が死去すると、マウント・ケッシェル子爵の爵位を継承した。
1719年3月10日に9歳で死去、弟エドワードが爵位を継承した。